# Blood of Zeus
Blood of Zeus är en amerikansk animerad action- äventyrsserie vars första säsong består av åtta avsnitt. Serien hade premiär den 27 oktober 2020 på strömningstjänsten Netflix. Seriens andra säsong hade premiär på samma kanal den 10 maj 2024. Serien är skapad av Charley Parlapanides och Vlas Parlapanides.

## Handling
Serien utspelar sig i antikens Grekland och kretsar kring den helt vanlige Heron som upptäcker att han är son till guden Zeus. Hans öde är att rädda världen från en demonisk armé.

## Rollista i urval
- Derek Phillips - Heron
- Jason O'Mara - Zeus
- Claudia Christian - Hera
- Elias Toufexis - Seraphim
- Mamie Gummer - Electra
- Chris Diamantopoulos - Poseidon
- Jessica Henwick - Alexia
- Melina Kanakaredes - Ariana
- Matthew Mercer - Hermes
- Adetokumboh M'Cormack - Kofi
- Adam Croasdell - Apollo
- Danny Jacobs - Kung Periander
- Matt Lowe - Ares
- Jennifer Hale - Artemis
- Fred Tatasciore - Hades